# زینت‌الدوله
ماه رخسار خانم ملقب به زینت‌الدوله دختر فتحعلی‌شاه قاجار و شهنوش خانم بود.
زینت‌الدوله نزد میرزا محمدتقی طالقانی، که از علمای سرشناس عصر فتحعلی‌شاه بود، تحصیل کرده بود. او در جوانی به همسری محمدخان ایروانی درآمد. محمدخان در آن زمان پیری سالخورده بود و چندی نگذشت که درگذشت و زینت‌الدوله را به نصرت‌الله خان بیات ماکو دادند. نصرت‌الله خان نیز پس از مدت کوتاهی از دنیا رفت و زینت‌الدوله با امیراصلان خان مجدالدوله، دایی ناصرالدین شاه، ازدواج کرد و از او یک دختر یافت، ولی پس از اینکه معلوم شد با ضیاءالملک، پیشکار مجدالدوله، رابطه عاشقانه دارد، مجدالدوله او را طلاق داد و زینت‌الدوله نیز با ضیاءالملک ازدواج کرد. به نوشته اعتمادالسلطنه مجدالدوله چنین ادعا می‌کرد که به تحریک ضیاالملک زینت الدوله در غذای او سم ریخته بود که مؤثر نبوده و مجدالدوله زنده مانده است. پس از ازدواج با زینت الدوله ضیاالملک پیشکش‌هایی به دربار قاجار داد و به چند حکومت کوچک منصوب شد. در زمانی که حکومت گیلان داشت مقروض شد و بخشی از اموالش را از دست داد. از این رو رابطه زینت الدوله با او به تیرگی گرایید و ضیاالملک را از خانه بیرون کرد و نهایتاً از او نیز جدا شد و زندگی آزادنه‌ای در پیش گرفت. تا آنکه در سنین میانسالی از رفتار پیشین خود پشیمان شد و به زیارت عتبات رفت و مدتی در کربلا مجاور شد. در آنجا با میرزا ابوالقاسم پسر محمدتقی برغانی ازدواج کرد و پس از بازگشت به ایران تا پایان عمر در قزوین زندگی می‌کرد. او در سال‌های پایانی عمر به فلج مبتلا شد و پس از ده سال بیماری در رجب سال ۱۳۰۸ قمری درگذشت.